# Humpday
Humpday (Brasil: O Dia da Transa / Portugal: Humpday - Deu para o Torto) é um filme de comédia dramática norte-americano de 2009. Foi protagonizado por Mark Duplass, Joshua Leonard e Alycia Delmore; dirigido, produzido e escrito por Lynn Shelton.

## Elenco
- Mark Duplass como Ben
- Joshua Leonard como Andrew
- Alycia Delmore como Anna
- Lynn Shelton como Monica
- Trina Willard como Lily